# Fei Fei Sun
Fei Fei Sun est un mannequin chinois né le 20 mars 1989 à Weifang.

## Biographie
Fei Fei Sun représente son pays, la Chine, en finale du concours Elite Model Look en 2008. Bien qu'elle ne gagne pas, elle commence à travailler localement comme mannequin. Elle fait sa première Une pour l'édition chinoise du magazine Marie Claire en mars 2009.
Sa carrière internationale commence lorsqu'elle défile pour Nathan Jenden lors de la Fashion Week de Londres de septembre 2009. Elle est le même mois en couverture de l'édition chinoise d'Elle avec Shu Pei (en) et elle défile pour Chanel au mois de décembre.
Elle change d'agence en 2010 pour signer un contrat avec Women Management. L'année suivante, elle devient l'égérie de la marque de vêtements Dsquared², de la gamme de cosmétiques de Chanel, ainsi que des parfums One de Calvin Klein et Be Delicious de DKNY.
Fei Fei Sun est apparu pour la première fois dans l'éditorial de Vogue Italia en janvier 2011, The Power of Glamour, photographiée par Steven Meisel. Par la suite, Steven Meisel l'a également fait poser pour des éditoriaux d'autres grands magazines, notamment Vogue US, V et W. En janvier 2013, elle devint le premier mannequin originaire d'Extrême-Orient à faire en solo une couverture de Vogue Italia.
En 2014, elle figure aux côtés de huit autres mannequins sur la couverture du numéro de septembre du Vogue américain, devenant ainsi le premier modèle asiatique en couverture de American Vogue.
En 2017, elle est trois fois en couverture du magazine Vogue et fait la publicité de Swarovski, Tory Burch et Valentino, et défile pour Calvin Klein. En novembre, elle devient égérie de la marque de cosmétiques Estee Lauder, remplaçant Liu Wen dont le contrat n'a pas été renouvelé.
Elle continue de défiler régulièrement pour certains des plus grands noms de l'industrie de la mode, tels que Alexander Wang, Prada, Valentino, Jil Sander, Christian Dior, Balenciaga, Givenchy ou Chanel.
Le 10 septembre 2019, elle clôt le défilé Vera Wang printemps/été 2020, organisé dans le cadre de la New York Fashion Week, au cours duquel elle tombe deux fois en l'espace de quelques secondes lors du final à cause des talons très hauts de la créatrice associés à un podium glissant,.